# ایلیا بکیاروف
ایلیا بکیاروف (بلغاری: Илия Бекяров؛ ۵ مهٔ ۱۹۳۸ – ۱۲ اوت ۲۰۱۵) بازیکن فوتبال اهل بلغارستان بود.
وی همچنین در تیم ملی فوتبال بلغارستان بازی کرده است.